# Paragliding Grand Prix
Der Paragliding Grand Prix (PGGP) war ein Wettkampf für Gleitschirmpiloten, die in Teams antraten und Techniken vom Streckenfliegen anwandten.
Teil des Konzeptes war es, Events in einem für Zuschauer, Sponsoren und Massenmedien attraktiven Rahmen zu organisieren, die nahe beim Publikum, weitgehend wetterunabhängig und gut zu vermarkten waren. An einem Wochenende wurden mehrere verschiedene Wettkämpfe in verschiedenen Klassen durchgeführt. Die einzelnen Tasks (anzuwendenden Techniken) waren immer voll im Blickfeld der Zuschauer am Landeplatz.

## Klassen
Die Klassen orientierten sich an den Einstufungen der Gleitschirme nach DHV-Einstufung. Damit sollte auch die Nähe des Wettkampfes zum Breitensport erhöht werden.
Dementsprechend mussten die Fluggeräte der Klassen „1–2“ und „2–3“ Seriengeräte sein und durften während des Wettkampfes nur ausgetauscht werden, wenn das vorgängig überprüfte und "plombierte" Gerät flugunfähig wurde.

## Wettkampfdisziplinen
Alle Disziplinen konnten auch im K.-o.-System ausgetragen werden.
Race
Das Ziel muss möglichst schnell erreicht werden. Der Start erfolgt vom Boden aus oder aus einer Warteposition in der Luft. Als Hindernisse können Wendepunkte und/oder Touch-and-Gos eingebaut werden.
Sprint
Wie das Race, aber über eine kürzere Distanz
X-Climb
Wie das Race, aber mit einem hohen und einem tiefen Wendepunkt. Diese Wendepunkte können mehrmals umflogen werden.

## Tour 2004
Die Tour 2004 wurde in Interlaken und Villach ausgetragen.

### Austragung Interlaken
| Resultate   | Sieger         | Zweiter           | Dritter          |
| ----------- | -------------- | ----------------- | ---------------- |
| Klasse 1-2  | Steve Cox      | Toni Bender       | Kaspar Henny     |
| Klasse 2-3  | Kari Eisenhut  | Walter Holzmüller | Stephan Stiegler |
| Open Class  | Chrigel Maurer | Maurizio Botegall | Achim Joos       |
| Teamwertung | Team Advance   | Team Nova         | Team Swing       |

### Austragung Villach
| Resultate   | Sieger            | Zweiter       | Dritter           |
| ----------- | ----------------- | ------------- | ----------------- |
| Klasse 1-2  | Michael Hartmann  | Kaspar Henny  | Helmut Eichholzer |
| Klasse 2-3  | Walter Holzmüller | Kari Eisenhut | Stephan Stiegler  |
| Open Class  | Maurizio Botegall | Juraj Kleja   | Chrigel Maurer    |
| Teamwertung | Team Swing        | Team Advance  | Team Nova         |

## Tour 2005
Da aus verschiedenen Gründen, unter anderem, weil die Budgets für Sportsponsoring nicht größer geworden waren, wurde die Saison 2005 ausgesetzt und auch auf nachfolgende Wettbewerbe verzichtet.